# What Do You Know, Deutschland?
What Do You Know, Deutschland? – drugi album studyjny niemieckiego zespołu industrialnego KMFDM, wydany w roku 1986. Został nagrany w Hamburgu w latach 1983-1986. Album doczekał się kilku wydań z nieco różniącą się listą utworów.

## Opis
Album What Do You Know, Deutschland? charakteryzuje się znacznie mniejszym użyciem gitar w utworach i stosowania przede wszystkim eksperymentów z instrumentami i maszynami perkusyjnymi oraz syntezatorami, a także częstego użycia samplowania. Utwory są ukierunkowane bardziej na gatunek muzyki industrial dance niż standardowego rocka industrialnego. Wiele piosenek z albumu ma brutalne i perwersyjne odniesienia (Zip, Itchy Bitchy), a inne posiadają tło polityczne (What Do You Know?) i stanowią komentarz polityczny. Początkowo okładka albumu miała inną grafikę i została później przeprojektowana przez wieloletniego współpracownika zespołu tworzącego pod pseudonimem Brute - od tamtego czasu artysta stworzył prawie każdą następną okładkę albumów KMFDM.

## Nowe wydanie
W dniu 12 września 2006 została wydana zremasterowana edycja albumu, zawiera ona utwory z drugiego wydania albumu przez SkySaw Records.

## Odbiór
Vincent Jeffries z Allmusic stwierdził, oceniając album, że wielu piosenkom brakuje gitarowej furii, która była w następnych albumach zespołu, ale równocześnie nazwał go interesującym dla fanów zespołu oraz fanów muzyki industrialnej.

## Lista utworów
Wydanie Z Records (1986)
1. "Zip" - 5:11
2. "Deutsche Schuld" - 4:45
3. "Sieg-Sieg" - 7:00
4. "Positiv" - 3:25
5. "Conillon" - 5:50
6. "What Do You Know" - 5:36
7. "Me I Funk" - 8:14

Wydanie SkySaw Records (1987)
Ta edycja ze zmienioną listą utworów została wydana przez Wax Trax! w 1991 roku i przez Metropolis Records w roku 2006.
1. "Kickin' Ass"[7] - 4:01
2. "Me I Funk" - 8:24
3. "What Do You Know?" - 5:36
4. "Zip" (utwór niedostępny na wydaniu Wax Trax!) - 5:12
5. "Conillon" - 5:50
6. "Itchy Bitchy" - 3:33
7. "Deutsche Schuld" - 4:48
8. "Sieg-Sieg" - 5:36
9. "Positiv" - 3:31
10. "Lufthans" - 4:44
11. "Itchy Bitchy" (Dance Version) - 3:54
12. "The Unrestrained Use of Excessive Force" - 7:12